# Сірету (Вранча)
Сірету (рум. Siretu) — село у повіті Вранча в Румунії. Адміністративно підпорядковане місту Мерешешть.
Село розташоване на відстані 184 км на північний схід від Бухареста, 20 км на північ від Фокшан, 143 км на південь від Ясс, 80 км на північний захід від Галаца, 128 км на схід від Брашова.